# Chojny-Naruszczki
Chojny-Naruszczki (Naruszczki) – wieś w Polsce położona w województwie podlaskim, w powiecie łomżyńskim, w gminie Miastkowo.
Wierni kościoła rzymskokatolickiego należą do parafii św. Wojciecha Biskupa i Męczennika w Szczepankowie.

## Historia
Chojny wzmiankowane w XV r. Gniazdo rodu Chojnowskich.
W roku 1827 naliczono tu 13 domów i 44 mieszkańców. Pod koniec XIX wiek Chojny, okolica szlachecka w powiecie łomżyńskim, gmina Szczepankowo i parafia Szczepankowo. W jej obrębie leżały:
- Chojny Stare
- Chojny Śmieszne lub Śmisie
- Chojny Naruszczki[9]

W latach 1921 – 1939 wieś leżała w województwie białostockim, w powiecie łomżyńskim, w gminie Szczepankowo.
Według Powszechnego Spisu Ludności z 1921 roku wieś zamieszkiwały 102 osoby w 17 budynkach mieszkalnych. Miejscowość należała do parafii rzymskokatolickiej w Szczepankowie. Podlegała pod Sąd Grodzki i Okręgowy w Łomży; właściwy urząd pocztowy mieścił się w Łomży.
W wyniku napaści ZSRR na Polskę we wrześniu 1939 miejscowość znalazła się pod okupacją sowiecką. Od czerwca 1941 roku pod okupacją niemiecką. Od 22 lipca 1941 do 1945 włączona w skład Landkreis Lomscha, Bezirk Bialystok III Rzeszy.
W latach 1975–1998 miejscowość administracyjnie należała do województwa łomżyńskiego.

## Współcześnie
We wsi znajduje się 30 domów mieszkalnych. Dawniej funkcjonowała tu szkoła podstawowa.

## Organizacje społeczne
- Ochotnicza Straż Pożarna
- Stowarzyszenie Kobiet „Ruszczki”[13]
- Łomżyńska Spółdzielnia Producentów Trzody